# Berliet VDAN
Unter der Typenbezeichnung Berliet VDAN wurden vom französischen Kraftfahrzeughersteller Berliet in Lyon Ende der 1930er Jahre ein mittlerer Hauben-Lkw hergestellt.

## Technik und Geschichte
Der Berliet VDAN war ein mittlerer LKW mit 3,25 Tonnen Nutzlast, der in drei Varianten geliefert wurde:
Berliet VDAN6: Die allgemeine Betriebserlaubnis wurde am 29. Dezember 1938 erteilt. Wassergekühlter Vierzylinder-Dieselmotor des Typs MDF (Bohrung × Hub 110 × 150 mm, Hubraum 5702 cm³), steuerlich mit 15 CV eingestuft, die bei 1800/min abgegebene effektive Leistung betrug 57 PS. Das Fahrzeug war mit zwei Radständen lieferbar: 3,92 und 4,32 m, dementsprechend maß die Länge 5,832 oder 6,452 m und das Leergewicht 2300 oder 2350 kg. Die Breite betrug 2,06 m. Das maximale Gesamtgewicht wird einheitlich mit 7200 kg angegeben.
Berliet VDAN16: Die allgemeine Betriebserlaubnis wurde am 2. August 1939 erteilt. Er hatte einen Vierzylinder-Ottomotor (Bohrung × Hub 100 × 130 mm, Hubraum 4084 cm³)steuerlich mit 16 CV eingestuft (daher auch die Typenbezeichnung), die bei 2000/min abgegebene effektive Leistung betrug 60 PS. Das Fahrzeug war mit zwei Radständen lieferbar: 3,78 und 4,18 m, dementsprechend maß die Länge 5,345 oder 5,965 m und das Leergewicht 2770 oder 2830 kg. Das maximale Gesamtgewicht wird einheitlich mit 7500 kg angegeben. Die Breite betrug auch hier 2,06 m.
Berliet VDANG16: Die allgemeine Betriebserlaubnis wurde am 14. Februar 1939 erteilt. Er hatte einen Vierzylinder-Holzgasmotor (Bohrung × Hub 110 × 154,8 mm, Hubraum 5884 cm³)steuerlich mit 16 CV eingestuft, die bei 1800/min abgegebene effektive Leistung betrug 50 PS. Der Radstand maß 4,37 m, die Länge 6,502 m, die Breite 2,10 m. Das Leergewicht wird mit 3100 kg, das maximale Gesamtgewicht mit 7600 kg angegeben. Ein Berliet VDANG ist im Conservatoire in Le Montellier ausgestellt.
Bezüglich der Stückzahlen wird zwischen dem Berliet VDAK und dem Berliet VDAN in der werkseigenen Statistik nicht unterschieden, ebenso nicht bezüglich der einzelnen Varianten dieser Typen. Von beiden Typen zusammen in allen Varianten wurden 440 Stück 1938 und 538 Stück 1939 hergestellt, die letzten im Herbst 1939 ausgelieferten VDAN16 wurden von der französischen Armee noch im Laufe der Fertigung beschlagnahmt und für das Militär fertiggestellt. Ihre Nutzlast im Militärbetriebwurde auf 2,5 Tonnen beschränkt.

### Originalquellen
Eine Publikation, in der alle vor 1945 gebauten Berliet-Typen individuell abgehandelt wären, gibt es nicht. Neben der unten erwähnten Literatur wurde auf folgende in der Fondation Berliet verwahrte Originalunterlagen zurückgegriffen:
- "Fiches des Mines": Es handelt sich um die Unterlagen zur Erteilung einer allgemeinen Betriebserlaubnis, hierfür ist in Frankreich der "Inspecteur des mines" sachlich zuständig. Diese Unterlagen sind chronologisch geordnet und nummeriert. Nicht zu jedem Typ bzw. Variante gibt es entsprechende Unterlagen, teils, weil sie wohl als Untervarianten eines Typs verstanden wurden, für den eine gesonderte Erlaubnis nicht erforderlich war, teils wohl, weil diese Unterlagen im Laufe der letzten 100 Jahre verlorengegangen sind. Bei Militärtypen gibt es Hinweise, dass eine Betriebserlaubnis direkt durch militärische Dienststellen erfolgte, was entsprechende "fiches des mines" überflüssig machte. Die Quellenbezeichnung lautet: "Fiches No...."
- "Etat des véhicules utilitaires et autobus declares aux mines depuis 1920", eine 15-seitige Zusammenstellung vom 1. Dezember 1941, enthält insbesondere die reservierten Chassisnummernbänder, die jedoch vielfach nicht vollständig ausgeschöpft wurden, einige Typen bzw. Varianten werden nicht erwähnt, Quellenbezeichnung lautet: "Etat S..."
- "Nombre de véhicules construits de 1930 à 1942", siebenseitige Zusammenstellung der zwischen 1930 und 1942 gebauten Stückzahlen an Nutzfahrzeugen, erstellt wohl 1943, erste Seite teilweise irreparabel verderbt, teilweise werden mehrere Typen bzw. Varianten zusammengefasst, Quellenbezeichnung lautet: "Nombre S...."

### Sonstige Literatur
- Monique Chapelle: Berliet. 1. Auflage. EMCE, Saint-Chamond 2016, ISBN 978-2-35740-049-8.
- François Vauvillier: Tous les Berliet militaires 1914–1940, vol.1: les camions. histoire&collections, Paris 2019, ISBN 978-2-35250-496-2.